# Triệu Diễn
Triệu Diễn (tiếng Trung: 趙衍; bính âm: Zhao Yan; ? - 165 TCN) là mưu sĩ, khai quốc công thần nhà Tây Hán trong lịch sử Trung Quốc.

## Cuộc đời
Triệu Diễn quê ở Quan Trung, có khả năng là hậu duệ công tộc nhà Tần.
Năm 206 TCN, Lưu Bang được phong làm Hán vương, đóng đô ở Hán Trung. Triệu Diễn khi đó quy phụ nước Hán, được phong làm yết giả, trở thành cận thần của Hán vương.
Bấy giờ, Ung vương Chương Hàm đề phòng quân Hán từ đất Thục đánh ra, cho quân đóng giữ nghiêm mất tất cả các con đường. Lưu Bang nhiều lần muốn kéo quân ra Tam Tần, nhưng bất lực mà rút về. Hàn Tín bày mưu "ám độ Trần Thương", dự kiến hành quân theo đường Cố đạo (故道), lại cho quân sửa chữa Sạn đạo, đánh lạc hướng quân Ung.
Năm 205 TCN, quân Hán do Hàn Tín chỉ huy theo đường huyện Cố Đạo đánh ra Tam Tần. Tuy nhiên, quân Hán bị Chương Hàm phát hiện, chặn ở Trần Thương. Tướng tiên phong Kỷ Thành tử chiến, đẩy lui Chương Hàm về Hiếu Trĩ, nhưng quân Hán bị chặn đứng bước tiến. Triệu Diễn bèn hiến kế, chỉ ra một con đường bí mật khác có thể vòng ra phía sau huyện Trần Thương. Hán vương nghe theo, nhờ thế mà quân Hán có thể đánh bại Chương Hàm tại Hiếu Trĩ, Phế Khâu, bình định Quan Trung.
Nhà Hán thành lập, Triệu Diễn giữ chức quận thú quận Hà Gian. Năm 197, Trần Hi nổi dậy, đô úy Hà Gian là Tương Như muốn hưởng ứng, bị Triệu Diễn tiêu diệt, nhờ công này mà được phong hầu.
Năm 196 TCN, Triệu Diễn được phong tước Tu Xương hầu (須昌侯), thực ấp 1.400 hộ. Đất phong tại huyện Tu Xương, quận Đông.
Năm 165 TCN, Triệu Diễn chết, thụy Trinh hầu. Con trai Triệu Gia (趙福) tập tước.